# Sindrome di Dyggve-Melchior-Clausen
Per  sindrome di Dyggve-Melchior-Clausen si intende un disordine genetico autosomico recessivo da nanismo.

## Sintomatologia
Fra i sintomi e i segni clinici ritroviamo statura bassa a partire dal 18º mese di vita, lordosi e ritardo mentale.

## Eziologia
Le cause sono genetiche: il gene responsabile è il DMC, dymeclin.